# Філострат Афінський
Луцій Флавій Філострат (172—250) — давньогрецький історик та софіст часів династії Северів. Представник другої софістики.

## Опис
Народився на острові Лемнос. Був сином Філострата, софіста. У молоді роки переїхав до Афін, де навчався у відомій філософській школі, здебільшого софістики. Після цього перебрався до Риму. Тут Філострат увійшов до вченого та філософського кола імператриці Юлії Домни. З цього моменту він став вже Луцієм Флавієм Філостратом й не залишав Риму, перебуваючи при імператорському дворі.
Хоча Філострат й займався філософією, більшість його праць присвячені історії філософії, життя відомих софістів. Значна частина написана у вигляді роздумів або розмов. Тут багато чудес, пригод. Водночас події подаються розтягнуто завдяки багатьом побічним епізодам.
Помер Філострат у 250 році у місті Тір (Фінікія).

## Твори
- Життя Аполлонія Тіанського. Написано у 217—238 роках.
- Життєпис софістів. Написано у 231—237 роках.
- Гімнастика. Написано у 220-х роках.
- 33 епістоли або листи кохання.